# Yun OS
Yun OS (chinois simplifié : 云OS ; chinois traditionnel : 雲OS ; pinyin : yún OS ; litt. « Nuage OS », non officiel) également appelé Aliyun OS (chinois simplifié : 阿里云OS ; pinyin : Ālǐ yún OS ; litt. « Nuage Ali OS ») est un système d'exploitation orienté vers les terminaux mobiles, créé par l'entreprise Alibaba Cloud Computing (chinois simplifié : 阿里云计算公司 ; pinyin : Ālǐ yúnjìsuàn gōngsī), filiale du Groupe Alibaba.
Basé sur le noyau Linux, il est orienté, comme Firefox OS et Tizen vers les Webapps, tout en apportant une couche de compatibilité avec Android de Google.
La société Alibaba Cloud Computing responsable de la création de cet OS mobile, vend également des services de cloud (application, base de données et stockage).